# GendLoc
GendLoc est le nom d'un système de géolocalisation par GPS développé par la Gendarmerie nationale française pour la gestion des secours. Créé en 2012 sur initiative personnelle d'un gradé de l'arme et mis en œuvre depuis février 2013, son emploi a été étendu à l'ensemble des unités de montagne de la Gendarmerie nationale puis aux unités de secours de différents services (Police, pompiers, SAMU etc.) après deux ans de tests. Le code source du procédé a ensuite été diffusé en open source (code source ouvert) afin de permettre à d'autres développeurs (universitaires, chercheurs, etc.) de contribuer à son  développement. 

## Présentation

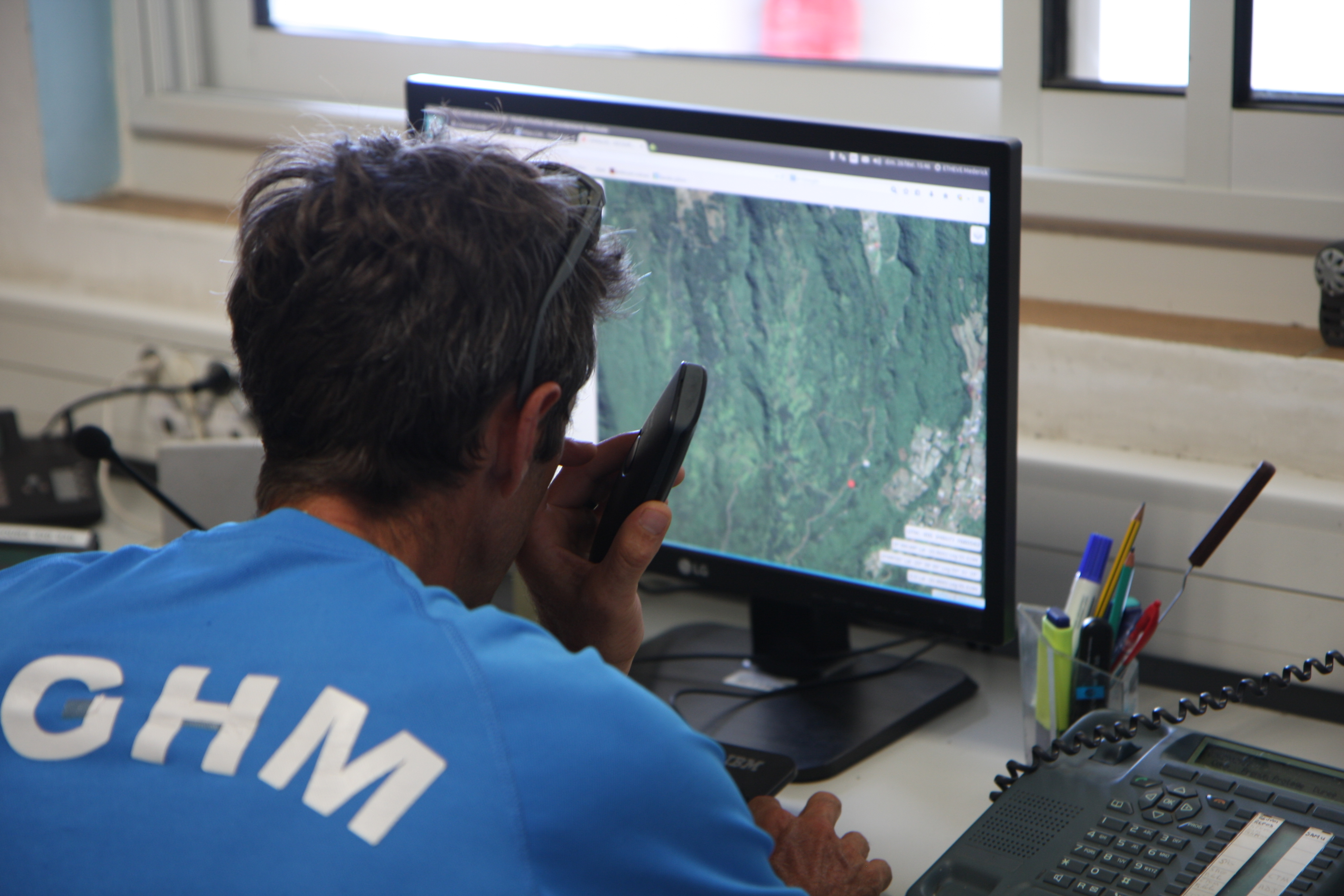
Assistance à un randonneur égaré à l'aide de l'application GendLoc - PGHM de La Réunion

GendLoc est un système de géolocalisation qui utilise la puce GPS dont sont dotés les téléphones intelligents (smartphones). Le système ne nécessite aucune installation particulière sur le téléphone (application) et peut fonctionner dès qu'un réseau est disponible, même en conditions dégradées,.
La localisation est consentie, c'est-à-dire que c'est le demandeur qui en autorise puis en maîtrise l'emploi. Sur appel au centre de secours (en composant le 18 ou le 112), le demandeur reçoit un SMS contenant un lien hypertexte. En cliquant sur ce lien, les coordonnées de sa position sont envoyées et un opérateur peut visualiser cette position sur son écran (un point rouge apparaît sur la carte, ainsi que les coordonnées GPS du demandeur).
Le recours à ce système procure un gain de temps considérable dans la localisation de victimes potentielles par les équipes de secours et dans l'acheminement de ces secours. Mais dans un très grand nombre de cas (randonneurs égarés), il permet de proposer une assistance à distance et de réaliser d'importantes économies en rendant inutile l'emploi de ressources rares et coûteuses (personnel, véhicules, hélicoptères etc.).
L'inventeur du système est l'adjudant Olivier Favre, du PGHM de Versoud (38),,. Le code source a par la suite été diffusé en open-source, dans le domaine public, pour favoriser le développement du système,,.

## Conditions d'emploi
- le téléphone mobile doit être un smartphone, avec la fonction GPS activée
- le système fonctionne avec les principaux systèmes d’exploitation (Android, iOS, etc.).
- le fonctionnement ne nécessite aucune installation ou aucun téléchargement préalable. En fait, l'application n'est pas sur les outils des personnes secourues, qui n'ont rien acquérir ou à installer, mais sur le système d'information des secouristes, comme le PGHM.
- utilisation en France (y compris outre-mer).